# Rhaphiptera albicans
Rhaphiptera albicans là một loài bọ cánh cứng trong họ Cerambycidae.